# Linda Ejiofor
Linda Ejiofor (Lagos, 17 de julio de 1986) es una actriz y modelo nigeriana, reconocida por sus papeles como Bimpe Adekoya en la serie de televisión Tinsel y como Regina en la película de acción de  2015 A Soldier's Story. Fue nominada en la categoría de mejor actriz de reparto en la novena edición de los Premios de la Academia del Cine Africano por su papel en el filme The Meeting (2012). Tony Ogaga Erhariefe del diario The Sun la mencionó en su lista de las diez estrellas de Nollywood de más rápido ascenso en 2013.

## Filmografía

### Cine
| Año  | Título            | Papel     | Notas |
| ---- | ----------------- | --------- | --- |
| 2012 | The Meeting       | Ejura     | con Rita Dominic & Nse Ikpe Etim                                                                          |
| 2013 | Secret Room       | Ada Obika | con OC Ukeje                                                                                              |
| 2015 | Out of Luck       | Halima    | con Tope Tedela, Jide Kosoko, Wole Ojo, Sambasa Nzeribe                                                   |
| 2015 | Heaven's Hell     |           | con Nse Ikpe Etim, Bimbo Akintola, OC Ukeje, Damilola Adegbite                                            |
| 2016 | Suru L'ere        |           | con Beverly Naya, Kemi Lala Akindoju, Tope Tedela, Enyinna Nwigwe, Gregory Ojefua, Bikiya Graham- Douglas |
| 2015 | A Soldier's Story | Regina    | con Tope Tedela, Chico Aligwekwe, Adesua Etomi, Zainab Balogun                                            |
| 2016 | Ojukokoro         |           | con Tope Tedela, Charles Etubiebi, Seun Ajayi, Shawn Faqua, Wale Ojo, Ali Nuhu                            |
| 2019 | Kpali             |           | con Inidima Okojie, Kunle Remi, Uzor Arukwe, Nkem Owor, IK Osakioduwa                                     |

### Televisión
| Año           | Título        | Papel  | Notas            |
| ------------- | ------------- | ------ | ---------------- |
| 2007–presente | Tinsel        | Bimpe  |                  |
| 2014          | Dowry         | Nike   | con OC Ukeje     |
| 2018          | Rumour Has It | Dolapo | para NdaniTV     |
| 2019          | Flat 3B       | Nneka  | con Mawuli Gavor |